# Bobrîneț
Bobrîneț (în ucraineană Бобринець) este orașul raional de reședință al raionului Bobrîneț din regiunea Kirovohrad, Ucraina. În afara localității principale, mai cuprinde și satele Dibrivka, Oblanka și Șleahove.

## Demografie
Componența lingvistică a orașului Bobrîneț
     Ucraineană (97,25%)
     Rusă (2,08%)
     Alte limbi (0,34%)
Conform recensământului din 2001, majoritatea populației orașului Bobrîneț era vorbitoare de ucraineană (97,25%), existând în minoritate și vorbitori de rusă (2,08%).